# Cerapachys afer
Cerapachys afer är en myrart som beskrevs av Auguste-Henri Forel 1907. Cerapachys afer ingår i släktet Cerapachys och familjen myror. Inga underarter finns listade.